# Citokrom P450
Naddružina citokromov P450 (okrajšava CYP) je velika in raznolika skupina encimov. Njihova funkcija je kataliza oksidacije organskih substanc. Substrati encimov vključujejo presnovne (metabolne) intermediate, kot so lipidi in steroidni hormoni, ter ksenobiotike, kot so droge in druge strupene snovi.
Najobičajneša reakcija, ki jo encimi katalizirajo, je monooksigenazna reakcija, pri kateri je eden atom kisika vstavljen v organski substrat (RH), drugi atom kisika pa je reduciran do vode:
{\displaystyle {\text{RH}}+{\text{O}}_{2}+2{\text{H}}^{+}+2{\text{e}}^{-}\longrightarrow {\text{ROH}}+{\text{H}}_{2}{\text{O}}.}
Kofaktor citokromov P450 je hem, zaradi česar jih tako kot hemoglobin in mioglobin urščamo med hemoproteine. Poimenovani so bili po svojem nahajališču, tj. v celici (cito-) in spektrofotomeričnih lastnosti (-krom): ko je železov atom reduciran v Fe2+ (fero oblika), encim močno absorbira svetlobo pri valovni dolžini okoli 450 nm (absorbcijski maksimum), črka P pa se tako nanaša na pigment.
Prisotni so pri vseh kraljestvih organizmov, tj. pri živalih, rastlinah, glivah, bakterijah in arhejah. Trenutno je znanih več kot 11.500 različnih CYP beljakovin.